# محمد نوری (بازیکن فوتبال)
محمد نوری (زادهٔ ۱۹ دی ۱۳۶۱) بازیکن سابق و مربی فوتبال اهل ایران است. 
نوری سابقه بازی در تیم‌های پرسپولیس، هما، سپاهان اصفهان، صبای قم، المسیمیر قطر، تراکتور، پارس جنوبی جم و پیکان را دارد. وی ۲۷ بازی و ۴ گل ملی در کارنامه دارد. او در شهرآورد ۸۰ام، گل اول تیمش را به ثمر رساند. نوری یکی از ۱۰ بازیکن برتر تاریخ لیگ برتر فوتبال ایران از دید تعداد بازی انجام شده‌است.

## زندگی شخصی
محمد نوری یک فرزند پسر با نام سپهر و نیز یک دختر با نام ستایش دارد. او گفته‌است که از فوتبالیست شدن فرزندانش استقبال می‌کند. وی همچنین زیدان را به عنوان الگوی ورزشی خود اعلام کرده‌است.

## دوران باشگاهی

#### سپاهان
نوری دو سال در سپاهان بازی کرده‌است و در ۴۶ بازی لیگ، ۶ گل نیز برای این تیم زده‌است.

#### صبای قم
نوری بیش از ۸۰ بازی برای صبای قم انجام داده‌است و دوران موفقی در این تیم داشت.

#### پرسپولیس

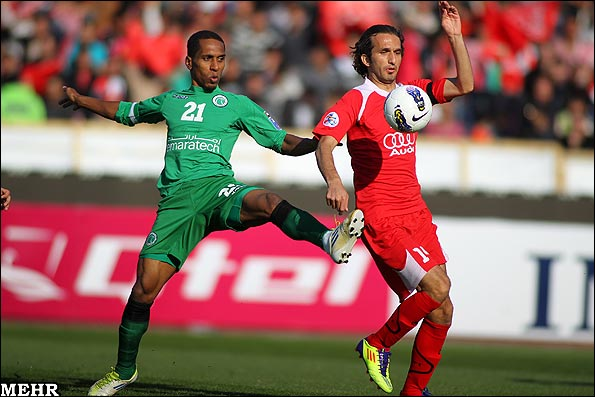
نوری با پرسپولیس در لیگ قهرمانان آسیا در سال ۲۰۱۲

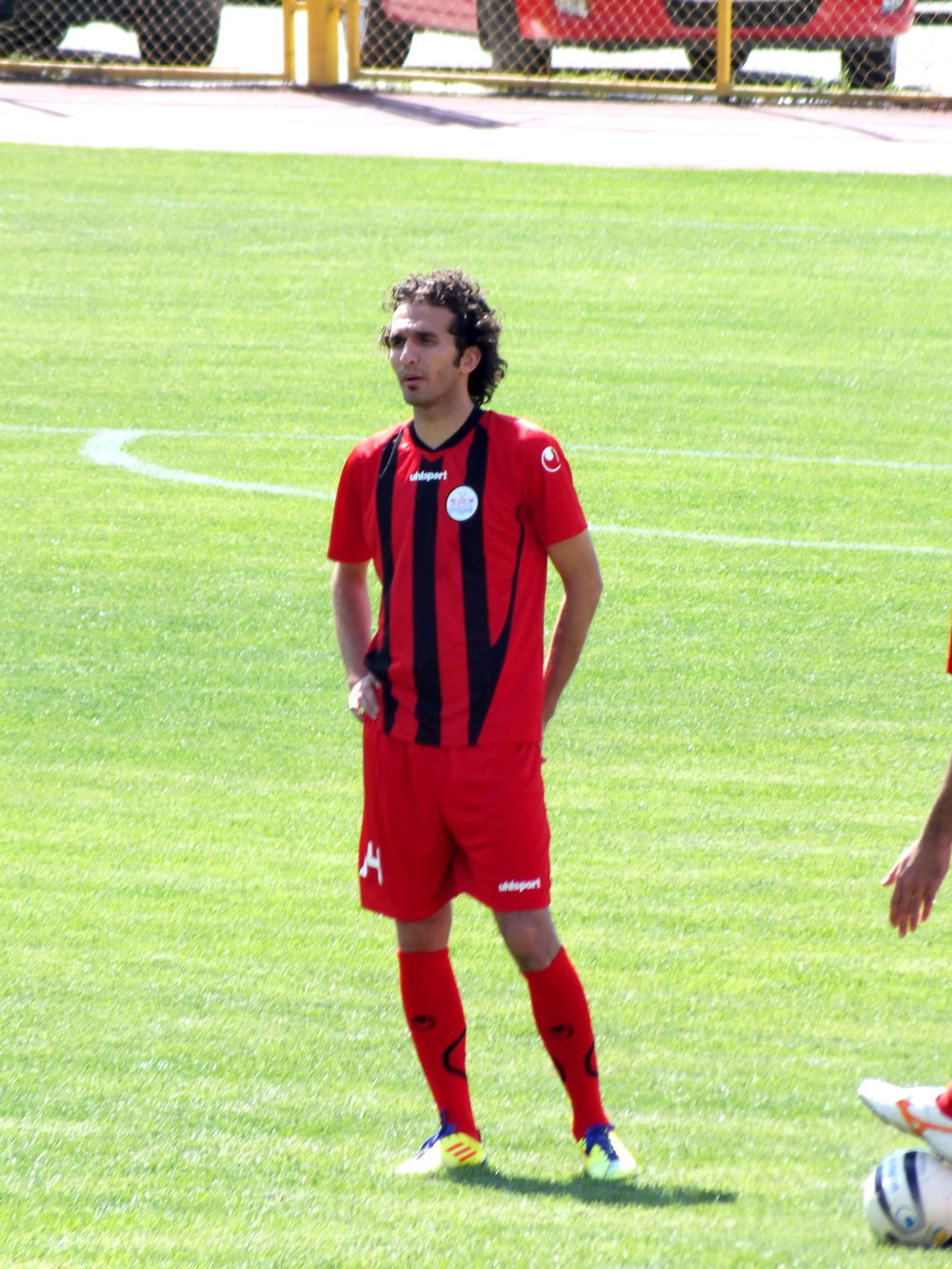
نوری در تمرین پرسپولیس در سال ۲۰۱۲

در خرداد ۱۳۸۹ محمد نوری با قراردادی ۲ ساله به تیم فوتبال پرسپولیس پیوست. شماره ۱۴ باشگاه نیز به او داده شد.
او از بازیکنان دارای پیشینه در پرسپولیس به‌شمار می‌رود و کاپیتان این تیم نیز بوده‌است. او در ۱۳۹ بازی لیگ برتر برای این تیم به میدان رفته‌است و ۲۷ گل نیز برای تیمش زده‌است.

#### المسیمیر
در تیر ۱۳۹۴ نوری با قراردادی یک ساله به باشگاه ورزشی المسیمیر قطر پیوست. او پس از پایان قراردادش، این تیم را ترک کرد.

#### تراکتور
در ۲۵ خرداد ۱۳۹۵ نوری با قرارداد یک ساله به تراکتور تبریز پیوست. پیش از این، نوری به بازگشت دوباره به پرسپولیس امیدوار بود اما برانکو ایوانکوویچ سرمربی این تیم موافق چنین بازگشتی نبود.

#### پارس جنوبی جم
در ۲۳ دی ۱۳۹۶ نوری با پارس جنوبی جم قرارداد بست.

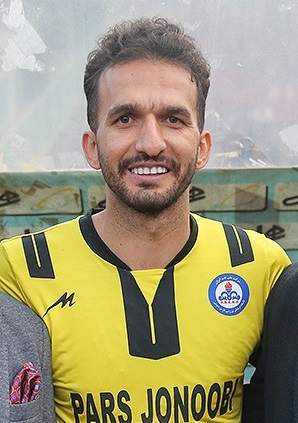
نوری با پارس جنوبی جم در سال ۲۰۱۸

نوری که در واپسین فصل حضورش در پارس جنوبی جم، برترین گل‌زن پارس جنوبی نیز شد و با وجود زدن هشت گل و فرستادن یک پاس گل، نتوانست از سقوط این تیم جلوگیری کند.

#### پیکان
در ۶ مهر ۱۳۹۹ نوری با قراردادی ۱ ساله به تیم فوتبال پیکان پیوست. پس از قرارداد با این تیم، نوری در این باره گفت: «از اینکه به پیکان پیوستم حس خوبی دارم و با تفکرات ویسی آشنا هستم».

## آمار ملی

### بازی‌های ملی
| ایران | ایران | ایران | ایران  |
| سال   | بازی  | گل    | پاس گل |
| ----- | ----- | ----- | ------ |
| ۲۰۰۸  | ۶     | ۱     | ۰      |
| ۲۰۰۹  | ۵     | ۲     | ۱      |
| ۲۰۱۰  | ۴     | ۰     | ۰      |
| ۲۰۱۱  | ۴     | ۱     | ۱      |
| ۲۰۱۲  | ۶     | ۰     | ۰      |
| ۲۰۱۳  | ۲     | ۰     | ۰      |
| مجموع | ۲۷    | ۴     | ۲      |

### گل‌های ملی
| شماره | تاریخ          | میزبان | بازی ملی | حریف      | نتیجه | رقابت                        |
| ----- | -------------- | ------ | -------- | --------- | ----- | ---------------------------- |
| ۱     | ۲۷ اوت ۲۰۰۸    | تهران  | ۳        | آذربایجان | ۱–۰   | دوستانه                      |
| ۲     | ۱۴ ژانویه ۲۰۰۹ | تهران  | ۸        | سنگاپور   | ۶–۰   | مقدماتی جام ملت‌های آسیا ۲۰۱۱ |
| ۳     | ۱۴ ژانویه ۲۰۰۹ | تهران  | ۸        | سنگاپور   | ۶–۰   | مقدماتی جام ملت‌های آسیا ۲۰۱۱ |
| ۴     | ۱۹ ژانویه ۲۰۱۱ | قطر    | ۱۸       | امارات    | ۳–۰   | جام ملت‌های آسیا ۲۰۱۱         |

## افتخارات

### باشگاهی

#### سپاهان
- جام حذفی ایران
  - قهرمان (۲): ۱۳۸۵–۱۳۸۴، ۱۳۸۶–۱۳۸۵

#### پرسپولیس
- جام حذفی ایران
  - قهرمان (۱): ۱۳۹۰–۱۳۸۹
  - نایب‌قهرمان (۱): ۱۳۹۲–۱۳۹۱
- لیگ برتر خلیج فارس
  - نایب قهرمان (۱): ۱۳۹۳–۱۳۹۲

#### تراکتور
- جام حذفی ایران
  - نایب‌قهرمان (۱): ۱۳۹۶–۱۳۹۵